# 及川貞
及川 貞（おいかわ てい、1899年（明治32年）5月30日 - 1993年（昭和61年）11月13日）は日本の女流俳人。旧姓は野並（のなみ）。

## 略歴
東京市麹町区（現千代田区）生まれで、幼い頃は麻布にて育つ。
1916年（大正5年）に東京府立第三高等女学校（現在の都立駒場高等学校）を卒業後、海軍将校、及川鉄五郎の元へ嫁ぐ。そして夫に随って、佐世保、呉、舞鶴などの軍港都市に転居を繰り返した。1932年(昭和7年）に息子の中学入学のために四谷に仮寓する。その翌年、神田で開かれた俳句会にて水原秋桜子の指導を受け、俳人として進むきっかけとなった。
後に『馬酔木』婦人句会を起こしたことで知られ、多くの優れた女流俳人を輩出した。1967年（昭和42年）に出版した俳句集『夕焼』で第七回俳人協会賞を受賞。また1971年には『馬酔木』の功労者として表彰を受ける。一方で、家庭では三人の子を失い、晩年は夫と二人だけになるなどあまり恵まれた境遇とは言えなかったが、最期になるまで俳句活動を辞めなかった。
1993年11月13日、没。享年94。また、永きに亘る人生で一度も俳誌の主宰を行わなかった俳人でもある。

## 作風
日常身辺のできごとをありのまま素直に綴った、飾り気のない平易な表現で知られる。

## 作品
- ネクタイの端が顔打つ春疾風（角川春樹『現代俳句歳時記 (春)』P.52）
- 犬放つうしろ姿や野かぎろひ（同　P.61）
- もとめずも心足らひぬ雛の市（同　P.84）
- 春炬燵あまたの恩を来し方に（同　P.102、角川春樹『合本俳句歳時記』P.93）
- 都をどり舞台目細の顔ばかり（同　P.125）
- 夢のいろのうす紅や花りんご（同　P.205）
- 八ヶ岳仰ぐやわらび手にあまり（同　P.242）
- 汐満てりはえとなりゆく朝の岬（角川春樹『現代俳句歳時記 (夏)』P.44）
- 童話読むことも看とりや遠花火（同　P.157）
- 秋耕のかへり行く家野に見えず（角川春樹『現代俳句歳時記(秋)』P.101）
- 駄馬に会ふことも旧道郁子垂れて（同　P.266）
- 煮こごりや夫の象牙の箸づかひ（『現代俳句歳時記 (冬)』P.135）
- およぎつゝうしろに迫る櫓音あり（『俳句アルファ 平成女流俳人年鑑』P.51）
- 梅雨ふかし戦没の子や恋もせで（同　P.108）
- 仲見世の角のかんざし屋に渡御を待つ（風生編『歳時記（新版）』 P.333）
- たてまつる八十路の母に蓬もち（同　P.73）
- 生きるものはもういや緋目高飼ふことも（結城昌治『俳句つれづれ草』）
- みよしのの百花の中やひそと著莪（『合本俳句歳時記（新版）』P.488）
- 朝餉なる小かぶがにほふやゝ寒く（同　P.517）
- さそり座に欅が触れぬ夜の秋（同　P.267）
- 空澄めば飛んで来て咲くよ曼珠沙華（「季語刻々」毎日新聞 2015年9月22日 東京朝刊
- 日かげりぬ束の間を草引くべかり（「季語刻々」毎日新聞 2015年7月7日 東京朝刊）

### 句集
- 『野道』
- 『榧の実』
- 『夕焼』
- 『終始』